# Wandtapijten van Michiel Coxcie

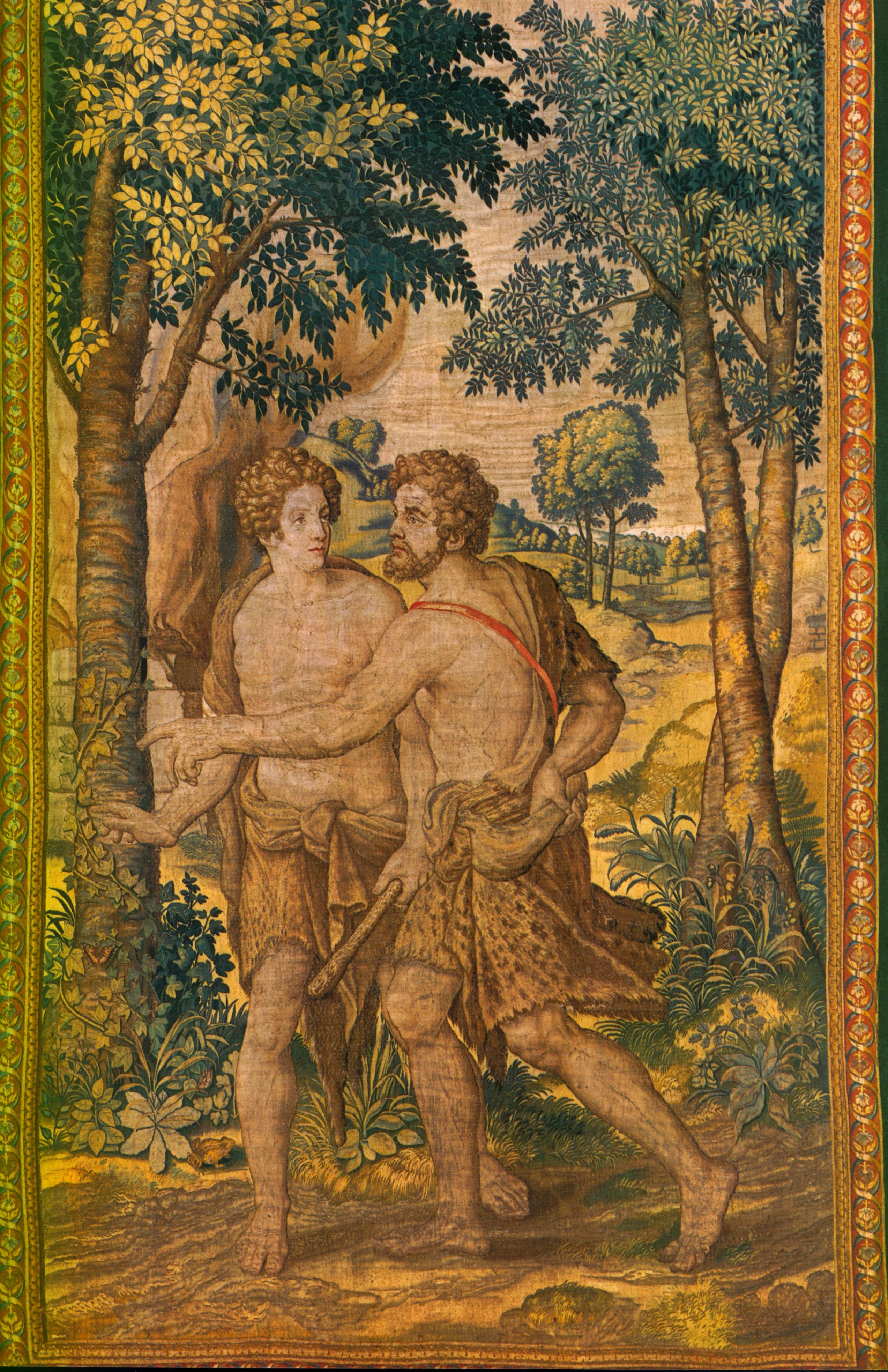
Beraming van de broedermoord. Wawelburcht, Krakau

Aards paradijs. Wawelburcht, Krakau

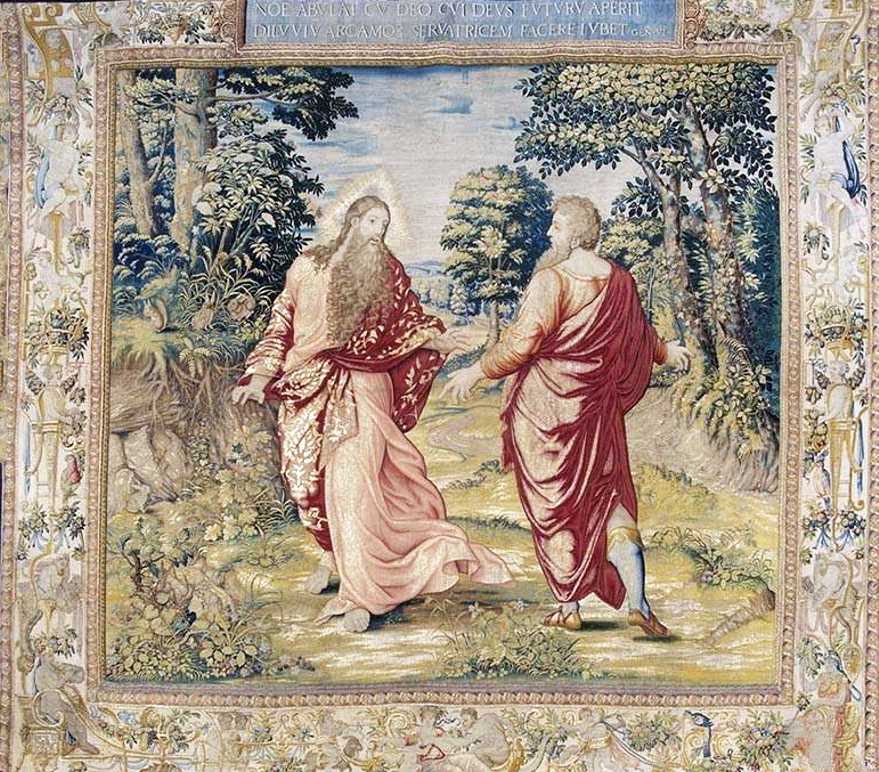
Het gesprek tussen God en Noach

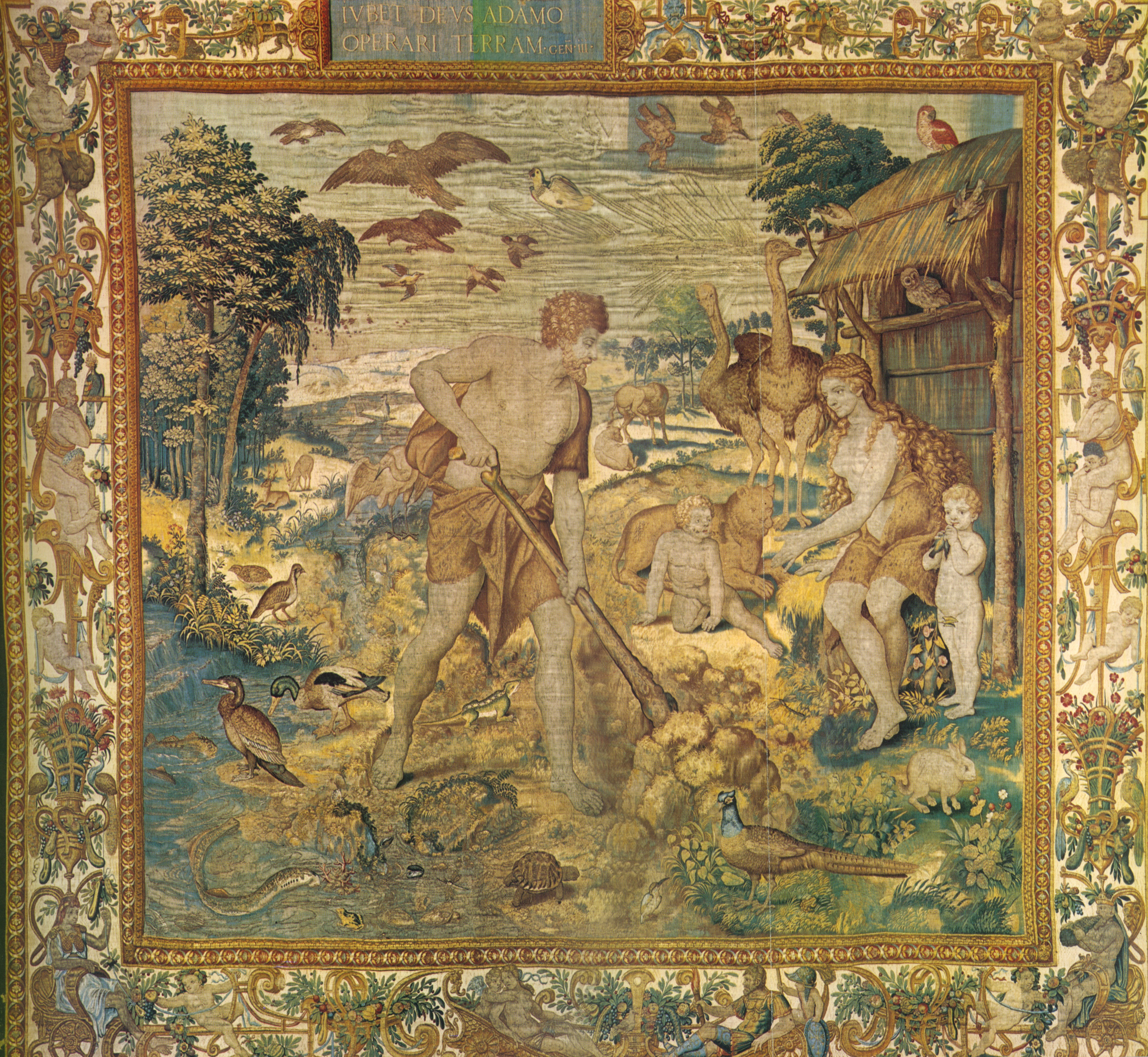
Adam bewerkt de grond. Wawelburcht, Krakau

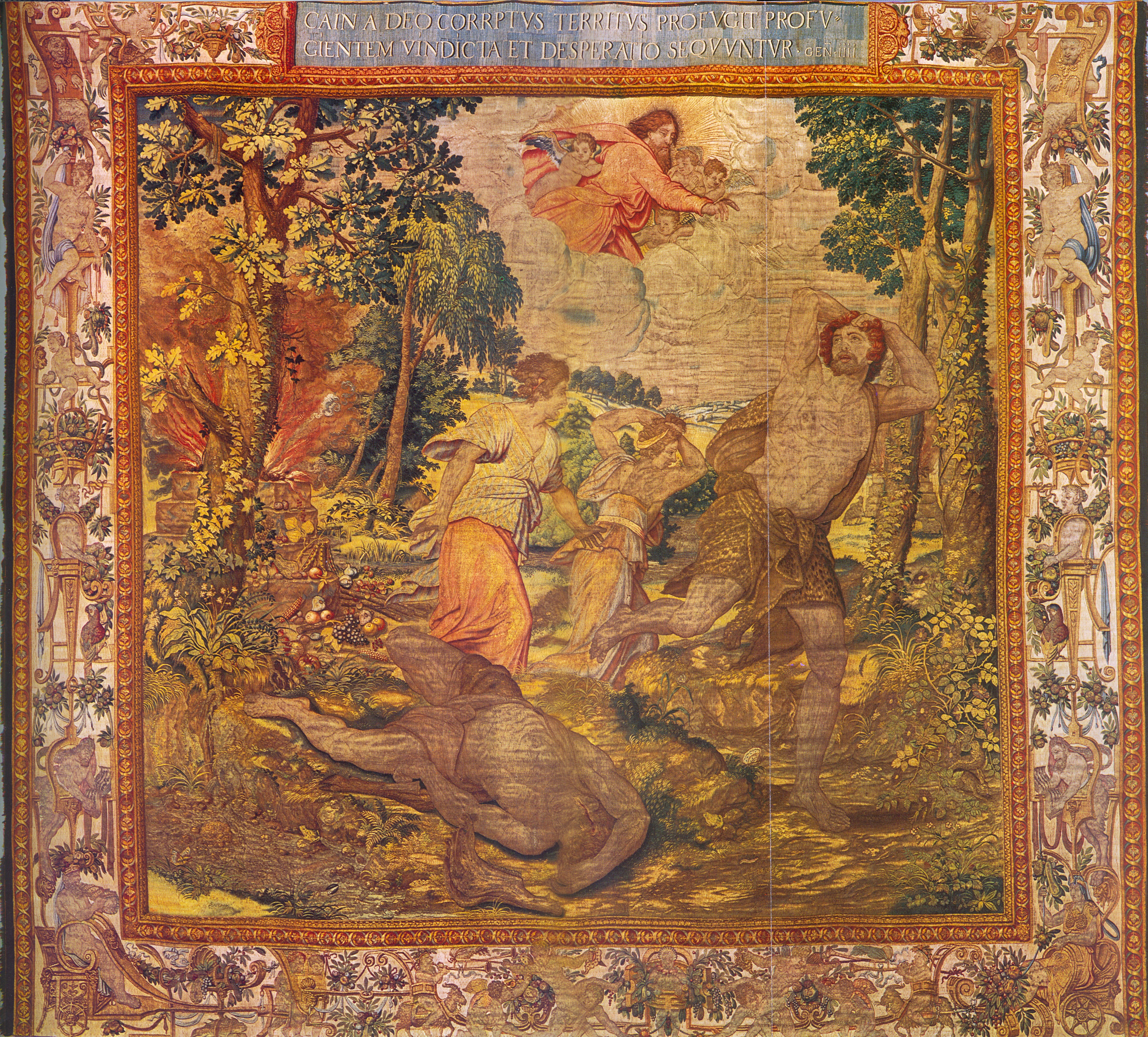
Kaïn ontvlucht Gods toorn. Wawelburcht, Krakau

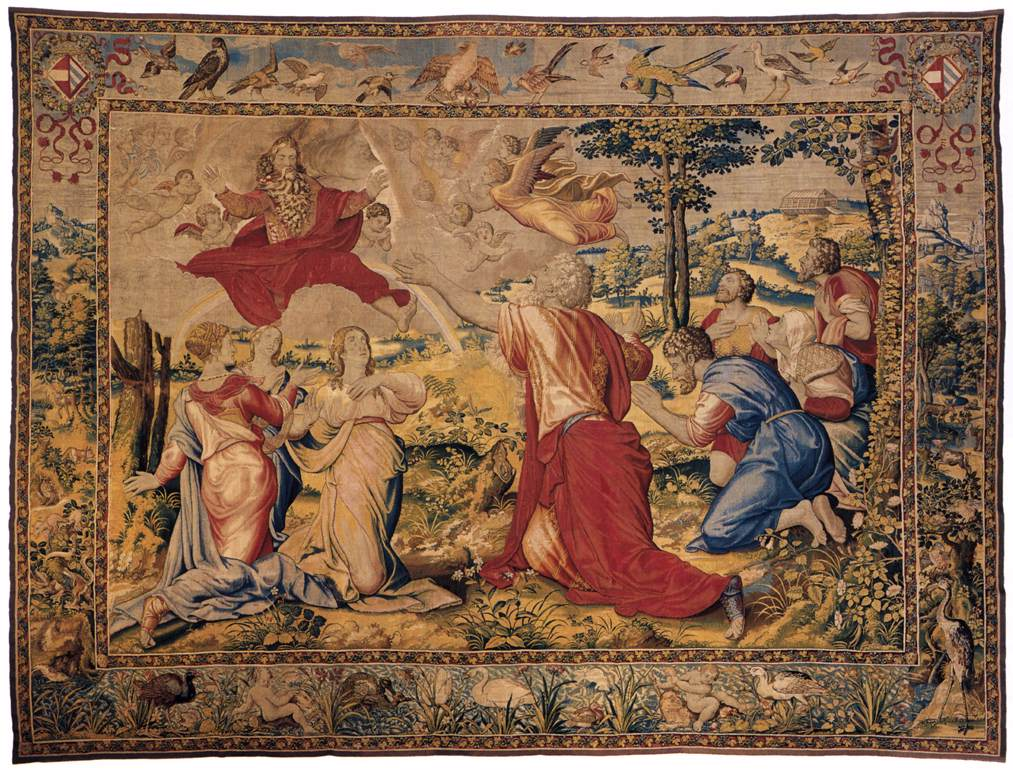
De zegen van God aan Noach. Rijksmuseum

Over de wandtapijten ontworpen door Michiel Coxcie bestaat veel onzekerheid. Dit artikel geeft een overzicht van de (mogelijk) door Michiel Coxcie ontworpen tapijten.
Michiel Coxcie (1499-1592) werkte tussen 1543 en 1547 als patroon- en kartonschilder in Brussel. Welke overgeleverde tapijten door hem ontworpen zijn, is moeilijk te achterhalen wegens een gebrek aan archivalische bronnen of signatuur van de kunstenaar. Tapijten dragen wel vaak een weversmonogram, waardoor men ze kan linken met het atelier van een of meerdere wevers in een bepaalde stad of regio.

## Toeschrijvingsproblematiek
Het toeschrijven van tapijten moet dus op een andere manier gebeuren. De stijlkenmerken van een kunstenaar zijn daarbij een vertrekpunt. In het geval van Coxcie zijn vele tapijten toegeschreven na stilistische vergelijking met schilderijen die met zekerheid van zijn hand zijn. Zo vormden de schilderijen Zondeval en de Uitdrijving uit het Paradijs (Wenen, Kunsthistorisches Museum) een basis van vergelijkingsmateriaal.
Het moet duidelijk zijn dat boven op deze stilistische analyse van wandtapijten, ook met de weinige historische informatie moet rekening gehouden worden. Dit zorgt af en toe voor problemen. Een stijlanalyse is geen waterdichte toeschrijvingsmethode. Zeker niet voor tapijten omdat er verschillende kunstenaars bij betrokken zijn. Behalve de ontwerper, was er vaak de kartonschilder die het ontwerp vergrootte en in dat proces dingen kon veranderen of toevoegen. Dan was er nog de laatste fase waarbij het karton onder het weefgetouw werd gelegd en de wever kon beginnen. Ook hij had een invloed op de uitkomst van het ontwerp.

## Aan Coxie toegeschreven wandtapijten
Hieronder volgt een lijst van wandtapijten die met meer of mindere zekerheid aan Coxcie worden toegeschreven, gebaseerd op de indeling van K. De Vos.

### Zekere of waarschijnlijke toeschrijving
- Karton voor een wandtapijt met de landing van Scipio op de kust van Afrika, 1535, Amsterdam, Rijksmuseum
- Passietaferelen, 1540-45, Metropolitan Museum of Art, New York
- Pluto en Proserpina, ca. 1560-66, ontwerpers: M. Coxcie (figuren) en Hans Vredeman de Vries (architecturaal kader), Frans Geubels (wever), Brussel, Kunsthistorisches Museum (KHM), Wenen.
- Geschiedenis van Noë, 1565-66, Wawelburcht, Krakau.[2][3]

1. Het gesprek tussen God en Noach
2. De bouw van de ark
3. De inscheping van de dieren
4. De Zondvloed
5. De ontscheping van de dieren
6. Noachs offer
7. De zegen van God aan Noach
8. Noachs dronkenschap

- Geschiedenis van de Toren van Babel, ca. 1560, Brussel, Wawelburcht, Krakau.[4]

1. Bouw van de Toren; inscriptie (op de bovenste galon); inv. 15
2. Gods Toorn; Inscriptie (op de bovenste galon); een niet geïdentificeerd weversmerk en de letter D in de galon bij de rechterbenedenhoek; inv. 16
3. Spraakverwarring; inscriptie (op de bovenste galon); het merk van de stad Brussel op het onderste galon, hetzelfde merk op het bovenste galon en het merk van Jan van Tieghem op de galon bij de rechter benedenhoek; inv. 17
4. Verspreiding der Volkeren; inscriptie (op de bovenste galon); het merk van de weduwe van Nicolaas Leyniers, Catharina van Huldenberghe (op de galon bij de rechter benedenhoek) en het merk van de stad Brussel op de onderste galon; inv. 18

- Geschiedenis van de Erfzonde van Eva tot Kaïn of Hoe de Zonde in de Wereld kwam, ca. 1550, Wawelburcht, Krakau

1. Aards paradijs
2. Adam bewerkt de grond
3. Offer van Abel
4. Beraming van de broedermoord (ca. 1560)
5. Kaïn vermoordt Abel
6. Kaïn ontvlucht Gods toorn
7. Verval van het mensdom (verdwenen na 1795)

- Zeven Deugden, Frans Geubels (wever), Brussel, KHM Wenen.[5]

### Onzekere of twijfelachtige toeschrijving
- Geschiedenis van Romulus en Remus (serie XX), 1540, Willem de Pannemaker (wever), Brussel, Patrimonio Nacional, Madrid

1. Allegorie van de Tiber en Rome
2. Romulus dicteert de wetten

Op de kartons van deze reeks zouden nog andere reeksen gebaseerd zijn: serie VIII (Wenen, KHM), serie XXI (KHM & Toledo Museum of Art?), beiden uit 1560, te Brussel geweven door Frans Geubels. Verder zijn er nog twee tapijten in de Seligmann collectie (Parijs) die ook hetzelfde ontwerp tonen.
- De Ulysses-tapijten[6]
- Leven en daden van João de Castro
- Geschiedenis van Alexander de Grote en de Geschiedenis van Cleopatra
- Tapijten naar Hieronymus Bosch
- De geschiedenis van Samson
- De geschiedenis van Jacob
- Geschiedenis van Hercules,1560 – 1570, Brussel (wever onbekend), Koninklijke Musea voor Kunst en Geschiedenis, Brussel

1. Hercules en Hippodamia
2. Hercules en Cacus
3. Hercules en Diomedes
4. Hercules en Antheus

- Geschiedenis van Cyrus, voor 1560, Patrimonio Nacional, Madrid

#### De geschiedenis van Cyrus

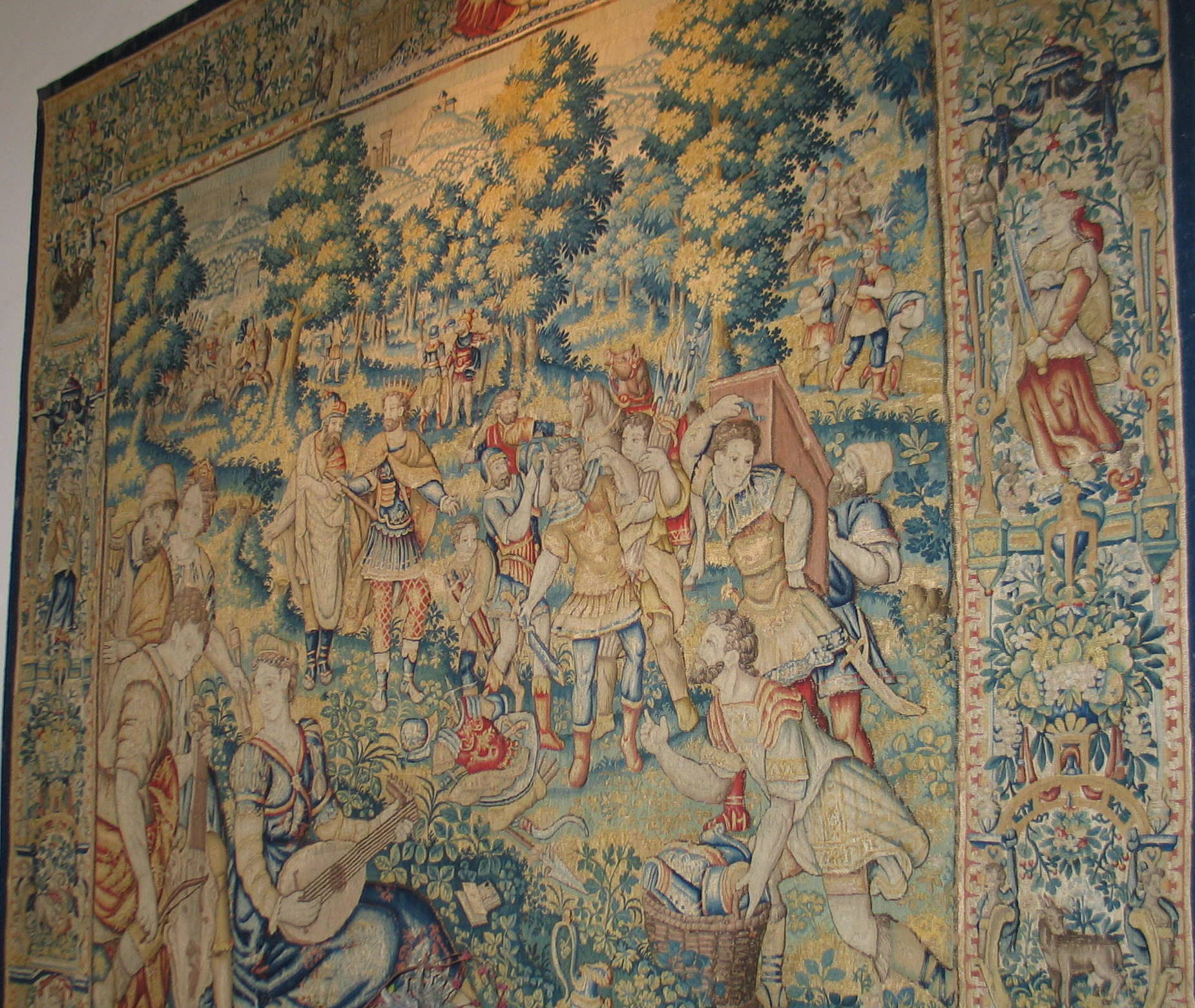
Detail Brussels wandtapijt (wol en zijde) (rond 1600) in het Geelvinck-Hinlopen Huis. Als Cyrus de Grote Croesus, koning der Lydiërs heeft overwonnen, komt de bevolking in opstand. Croesus raadt hem aan de Lydiërs hun de wapens af te laten leggen, hun kinderen te leren citer te spelen, te dansen, zingen en handel te drijven.

In de Zaal van de Hellebardiers in het Palacio Real in Madrid is een serie van tien wandtapijten, de geschiedenis van Cyrus, te zien. Ze werden gebruikt bij de begrafenis van Frans II van Frankrijk in 1560. Cyrus was een Perzische koning rond 6e eeuw v Chr. die Griekenland wilde veroveren. De hoogmoedige Croesus, koning van de legendarische Lydiërs viel zijn tegenstander aan, maar verloor. Herodotus beschrijft in zijn eerste boek de geschiedenis van het Koninkrijk Lydië en van Croesus. Dan volgt de Perzische machtsovername, het Perzische rijk en de geschiedenis van Cyrus, met gegevens en verhalen over de landen en volkeren die Cyrus inlijft.
1. tapijt I - Cyrus heeft een ontmoeting met een herder, boek I, 107-113
2. tapijt II - Cyrus herkent door Astiages, boek I, 114-120
3. tapijt III - Cyrus gevangengenomen door Astiages, boek I, 123-130
4. tapijt IV - Cyrus neemt Croesus gevangen, boek I, 75
5. tapijt V - Cyrus redt Croesus van de brandstapel, boek I, 96-97
6. tapijt VI - Cyrus verbiedt de Lydiërs het gebruik van wapens, boek I, 154-156; mogelijk het meest populaire tafereel uit deze serie. Zowel in het Zweedse Skokloster als in het Museum Geelvinck-Hinlopen Huis zijn heredities te zien.
7. tapijt VII - Ontmoeting tussen Cyrus en Artemisa
8. tapijt VIII - Cyrus bevrijd door de Joden
9. tapijt IX - Cyrus stuurt een boodschapper naar Thomiris, boek I, 105-109
10. tapijt X - Thomiris biedt het afgehouwen hoofd van Cyrus aan, boek I, 114

Het ontwerp (meestal karton genoemd) van het wandtapijt is mogelijk van Michiel Coxcie, de Vlaamse Rafaël, die aan het begin van de 16e eeuw in Italië was geweest. Het is evenwel niet zeker dat Coxcie zelf dit ontwierp. Het is een algemene stijl vanaf het midden van de 16de eeuw met stilistische verwijzingen naar Coxcie en anderen.

### Foutieve toeschrijvingen
- De Geschiedenis van Abraham, KHM Wenen en Koninklijke verzamelingen te Madrid en te Londen
- Het laatste avondmaal
- Het baldakijn van Karel V
- De geschiedenis van Petrus en Paulus
- De scheppingstapijten van Florence
- De geschiedenis van Mozes
- Geschiedenis van Psyche

## Algemene literatuur
- BORGGREFE H., Tussen stadspaleizen en luchtkastelen : Hans Vredeman de Vries en de Renaissance, Gent, Ludion, 2002.
- BROSENS K., Flemish Tapestry in European and American Collections. Studies in Honour of Guy Delmarcel, Turnhout, Brepols, 2003.
- CHECA F., Vlaamse wandtapijten voor de Bourgondische hertogen, keizer Karel V en koning Filips, Gent, Kunsthal Sint-Pietersabdij, 2008.
- CRICK-KUNTZIFER M., Catalogus van de wandtapijten (XIVe tot XVIIIe eeuw), Brussel, Koninklijke musea voor Kunst en Geschiedenis, s.d.
- DELMARCEL G., Het Vlaamse wandtapijt van de 15de tot de 18de eeuw, Tielt, Lannoo, 1999.
- DELMARCEL G., Museumgids: Wandtapijten 2. Renaissance en Maniërisme, Brussel, Koninklijke Musea voor Kunst en Geschiedenis, 1979
- DE VOS K., Michiel Coxcie (1499 – 1592) als ontwerper van wandtapijten. Onuitgegeven Licentiaatverhandeling. Leuven, Katholieke Universiteit Leuven, Faculteit Letteren en Wijsbegeerte, s.d.
- DE VOS K., Michiel Coxcie. De Vlaamse Rafaël 1499-1582, samengesteld door werkgroep “Kunst en Geschiedenis”, Mechelen, Vrienden van de Sint-Romboutskathedraal, 1992.
- D’HULST R., Vlaamse wandtapijten van de IVe tot de VIIIe eeuw, Brussel, Arcade, 1960.
- DUVERGER E., ‘Tapijtwerk uit het atelier van Frans Geubels’, p. 91- 204, in: N.N., Bloeitijd van de Vlaamse Tapijtkunst, Colloquium te Gent, 23, 24, 25 mei 1961, België: Koninklijk Vlaamse Academie voor Wetenschappen, Letteren en Schone kunsten, 1961.
- HENNEL-BERNASIKOWA M. e.a., Tent. cat. Vlaamse wandtapijten uit de Wawelburcht te Krakau en uit andere Europese verzamelingen, Gent (Sint-Pietersabdij, Centrum voor Kunst en Cultuur) 1987.
- JANSSEN E., La tapisserie en Belgique. De wandtapijtkunst in België. Tapestries in Belgium, Mardaga, Sprimont, 1996.
- MAHL E., ‘Die romulus und Remus-folgen der Tapisserien-Sammlung des Kunsthistorisches Museums’, p. 7-40, in: Jahrbuch der Kunsthistorische sammlung in Wien, Wenen, Verlag Anton Schroll & co, 1965.
- SZABLOWSKI J. (ed.), De Vlaamse wandtapijten van de Wawelburcht te Krakau. Kunstschat van koning Sigismund II Augustus Jagello, Antwerpen, Mercatorfonds 1972.
- TICHELEN I. van, Vijf eeuwen Vlaamse wandtapijtkunst, Taichung, Taiwan museum of art, 1989.